# Walter Riedel
Pour les articles homonymes, voir Riedel.
Walter Riedel (né le 5 décembre 1902 à Königs Wusterhausen et décédé le 15 mai 1968 à Berlin) est un ingénieur allemand qui a participé aux premiers développements des fusées à la fin des années 1920 avec Max Valier puis devient responsable du bureau d'études du centre de recherche de l'Armée de terre allemande de Peenemünde. Sous la direction de Wernher von Braun il participe au développement du missile balistique V2.

## Biographie
Walter Riedel est le fils d'un ingénieur spécialiste des locomotives et d'une femme au foyer. De 1921 à 1928, il occupe un poste de technicien dans deux sociétés de construction chez Mamag et Wolf puis chez Netter et Jacobi avant d'être embauché dans la société Heylandt où il participe à la réalisation d'un petit moteur-fusée de 20 kg de poussée sous la direction de Max Valier, un des pionniers de l'astronautique. Après la mort accidentelle de Valier, il poursuit une carrière chez Heylandt. 
En 1934, le centre de recherche de Heylandt est fusionné par l'Armée de terre avec le groupe de travail de Wernher von Braun  qui met au point des fusées à ergols liquides dans le centre de Kummersdorf près de Berlin avec l'objectif de développer des missiles balistiques à longue portée. Lorsque le projet est transféré, en 1937, dans le centre de recherche de l'Armée de terre allemande de Peenemünde, il devient responsable du bureau d'études chargé du développement de la fusée A4, futur missile V2. Après le raid sur le site de Peenemünde en aout 1943 il est chargé de préparer de nouvelles installations de recherche près de Ebensee au sud du lac de Traunsee et à 100 km à l'est de Salzbourg. À la fin de la Seconde Guerre mondiale, il fait partie des ingénieurs allemands qui vont travailler au Royaume-Uni sur la propulsion des fusées au Royal Aircraft Establishment à Farnborough.